# 春暁 (カクテル)
春暁（しゅんぎょう）は、ウォッカ、日本酒・ベースのカクテルのことである。辛口で食前酒として適している。

## 由来
1983年、当時資生堂パーラー・ロオジェに勤めていた上田和男が、店のカクテルフェアのために考案した。日本の四季をテーマにしている。

## 標準的なレシピ
レシピ
- 日本酒（本醸造）:1/3
- ウォッカ:2/3
- グリーンティーリキュール:1tsp
- 桜の花の塩漬け

作り方
1. 材料と氷をミキシンググラスに入れてステアし、カクテルグラスに注ぐ。
2. 塩抜きした桜の花を飾る。

## 備考
- アルコール度はかなり高い。

## 参考書籍
- 上田和男「オリジナル・カクテル」『上田和男のカクテルノート』柴田書店、1989年。ISBN 9784388056293。